# St. Croix and Penobscot Railroad
Die St. Croix and Penobscot Railroad ist eine ehemalige Eisenbahngesellschaft in Maine (Vereinigte Staaten). Sie betrieb eine 34,3 Kilometer lange normalspurige Eisenbahnstrecke von Calais nach Princeton.
Gegründet wurde am 17. Februar 1832 zunächst die Calais Railroad, die eine 3,4 Kilometer lange Pferdebahn auf Holzschienen von Calais nach Salmon Falls (später Milltown) baute und 1839 eröffnete. Die Bahn wurde bereits 1841 wieder stillgelegt. Die Calais Railroad ging am 26. Juli 1849 in der Calais and Baring Railroad auf. Diese war am 20. März 1837 als Calais and Baring Railway gegründet und 1839 umbenannt worden und baute nun eine lokbetriebene Eisenbahn auf Metallschienen von Calais nach Baring unter Benutzung der alten Pferdebahntrasse. Die Strecke wurde 1851 eröffnet.
Am 16. März 1855 wurde die Lewey's Island Railroad gegründet, die die Strecke im Januar 1858 über Baring hinaus bis nach Princeton verlängerte. Etwa sechs Kilometer der Strecke verliefen in kanadischem Staatsgebiet. Aus wirtschaftlichen Gründen musste 1862 die Stadt Calais die Lewey's Island kaufen und führte zunächst den Betrieb weiter.
Mit dem Kauf der Lewey's Island Railroad 1870 änderte die Calais&Baring die Firmenbezeichnung in St. Croix and Penobscot Railroad. Die Strecke Baring–Princeton wurde daraufhin wiedereröffnet. Die Bahn wurde am 1. August 1898 durch die Washington County Railway erworben, die später einen Abzweig nach Woodland eröffnete.
Heute besteht nur noch die Strecke Calais–Woodland, die von den Pan Am Railways benutzt wird.